# Torben Müsel
Torben Müsel (Grünstadt, 25 de julio de 1999) es un futbolista alemán que juega en la demarcación de delantero para el Rot-Weiss Essen de la 3. Liga.

## Biografía
Tras empezar a formarse como futbolista en el  SV Obersülzen y posteriormente en el 1. FC Kaiserslautern, tras once años subió al primer equipo, haciendo su debut el 25 de septiembre de 2017 en la 2. Bundesliga contra el 1. FC Union Berlín, llegando a jugar los últimos doce minutos del partido al sustituir a Baris Atik en el minuto 78.

## Clubes
| Club                        | País     | Año       | Partidos | Goles |
| --------------------------- | -------- | --------- | -------- | ----- |
| 1. F. C. Kaiserslautern     | Alemania | 2017-2018 | 9        | 0     |
| Borussia Mönchengladbach II | Alemania | 2018-2021 | 44       | 16    |
| Borussia Mönchengladbach    | Alemania | 2020-2022 | 2        | 0     |
| K. A. S. Eupen (cedido)     | Bélgica  | 2022      | 10       | 0     |
| Borussia Mönchengladbach II | Alemania | 2022-2023 | 10       | 5     |
| Rot-Weiss Essen             | Alemania | 2023-     | 85       | 12    |